# Canton de Troyes-5
Le canton de Troyes-5 est une circonscription électorale française située dans le département de l'Aube et la région Grand Est.
À la suite du redécoupage cantonal de 2014, les limites territoriales du canton sont remaniées.

## Histoire
Le canton de Troyes-5 a été créé en 1973.
Un nouveau découpage territorial de l'Aube (département) entre en vigueur à l'occasion des élections départementales de mars 2015, défini par le décret du 21 février 2014, en application des lois du 17 mai 2013 (loi organique 2013-402 et loi 2013-403). Les conseillers départementaux sont, à compter de ces élections, élus au scrutin majoritaire binominal mixte. Les électeurs de chaque canton élisent au Conseil départemental, nouvelle appellation du Conseil général, deux membres de sexe différent, qui se présentent en binôme de candidats. Les conseillers départementaux sont élus pour six ans au scrutin binominal majoritaire à deux tours, l'accès au second tour nécessitant 12,5 % des inscrits au premier tour. En outre la totalité des conseillers départementaux est renouvelée. Ce nouveau mode de scrutin nécessite un redécoupage des cantons dont le nombre est divisé par deux avec arrondi à l'unité impaire supérieure si ce nombre n'est pas entier impair, assorti de conditions de seuils minimaux. Dans l'Aube, le nombre de cantons passe ainsi de 33 à 17. 
Le canton est entièrement inclus dans l'arrondissement de Troyes. Le bureau centralisateur est situé à Troyes.

## Géographie
Ce canton est organisé autour de Troyes dans l'arrondissement de Troyes. 

## Représentation

### Conseillers généraux  de 1973 à 2015
| Période | Période | Identité        | Étiquette          | Qualité                                                       |
| ------- | ------- | --------------- | ------------------ | ------------------------------------------------------------- |
| 1973    | 1992    | André Beury     | Centriste puis UDF | Journaliste Adjoint au maire de Troyes                        |
| 1992    | 2004    | Albert Danilo   | PS                 | Secrétaire départemental du PS Conseiller municipal de Troyes |
| 2004    | 2015    | Sibylle Bertail | UMP                | Maire-adjointe de Troyes                                      |

### Conseillers départementaux depuis 2015
| Période élective | Période élective | Mandat | Mandat   | Identité                 | Nuance | Nuance | Qualité |
| ---------------- | ---------------- | ------ | -------- | ------------------------ | ------ | ------ | --- |
| 2015             | 2021             | 2015   | 2021     | Sibylle Bertail-Fassaert |        | DVD    | Adjointe au maire de Troyes (1998-2017)                                                                     |
| 2015             | 2021             | 2015   | 2021     | Jacques Rigaud           |        | LR     | Retraité de banque, maire de Rosières-près-Troyes (1977-2020), Vice-Président du Grand Troyes jusqu'en 2020 |
| 2021             | 2028             | 2021   | en cours | Sibylle Bertail          |        | DVD    | Conseillère sortante                                                                                        |
| 2021             | 2028             | 2021   | en cours | Nicolas Honoré           |        | UDI    | Ingénieur Adjoint au maire de Troyes                                                                        |

### Résultats détaillés

#### Élections de mars 2015
À l'issue du premier tour des élections départementales de 2015, deux binômes sont en ballottage : Sibylle Bertail et Jacques Rigaud (UMP, 46,68 %) et Monique Le Moullec et Jean-Pierre Leduc (FN, 27,56 %). Le taux de participation est de 44,97 % (4 036 votants sur 8 975 inscrits) contre 50,14 % au niveau départemental et 50,17 % au niveau national.
Au second tour, Sibylle Bertail et Jacques Rigaud (UMP) sont élus avec 69,66 % des suffrages exprimés et un taux de participation de 44,11 % (2 555 voix pour 3 959 votants et 8 975 inscrits).

#### Élections de juin 2021
Le premier tour des élections départementales de 2021 est marqué par un très faible taux de participation (33,26 % au niveau national). Dans le canton de Troyes-5, ce taux de participation est de 24,19 % (2 119 votants sur 8 761 inscrits) contre 32,18 % au niveau départemental. À l'issue de ce premier tour, deux binômes sont en ballottage : Sybille Bertail et Nicolas Honoré (Union au centre et à droite, 53,22 %) et Mohamed Amine Ben Mehidi et Anna Zajac (Union à gauche, 23,64 %).
Le second tour des élections est marqué une nouvelle fois par une abstention massive équivalente au premier tour. Les taux de participation sont de 34,3 % au niveau national, 32,31 % dans le département et 25,14 % dans le canton de Troyes-5. Sybille Bertail et Nicolas Honoré (Union au centre et à droite) sont élus avec 72,43 % des suffrages exprimés (1 471 voix pour 2 172 votants et 8 641 inscrits),,. 

## Composition

### Composition avant 2015
Le canton de Troyes 5e Canton se composait d'une fraction de la commune de Troyes.

### Composition depuis 2015
| Nom                            | Code Insee | Intercommunalité              | Superficie (km2) | Population (dernière pop. légale)                | Densité (hab./km2) | Modifier                                    |
| ------------------------------ | ---------- | ----------------------------- | ---------------- | ------------------------------------------------ | ------------------ | ------------------------------------------- |
| Troyes (bureau centralisateur) | 10387      | CA Troyes Champagne Métropole | 13,20            | Fraction : 18 393 (2022) Commune : 62 443 (2022) | 4 731              | modifier les données · modifier les données |
| Canton de Troyes-5             | 1016       |                               |                  | 18 393 (2022)                                    |                    | modifier les données                        |

Le nouveau canton de Troyes-5 comprend la partie de la commune de Troyes non incluse dans les cantons de Troyes-1, Troyes-2, Troyes-3 et Troyes-4.

## Démographie

### Démographie avant 2015
| 1975 | 1982 | 1990   | 1999   | 2006   | 2011  | 2012  |
| ---- | ---- | ------ | ------ | ------ | ----- | ----- |
| -    | -    | 14 925 | 15 515 | 10 681 | 9 602 | 9 625 |

### Démographie depuis 2015
En 2022, le canton comptait 18 393 habitants, en évolution de +2,03 % par rapport à 2016 (Aube : +0,7 %, France hors Mayotte : +2,11 %).
| 2013   | 2018   | 2022   |
| ------ | ------ | ------ |
| 17 936 | 18 634 | 18 393 |